# Diagrama de Lexis
O Diagrama de Lexis ajuda a localizar visualmente os eventos a que uma coorte está exposta; exemplo: sobrevivência, em termos de idade, de uma coorte de nascimentos que ocorreram ao longo da década de 80.
Ele foi desenvolvido pelo estatístico e economista alemão Wilhelm Lexis em 1875.